# Kurowskoje
Kurowskoje (russisch Куровско́е) ist eine 21.819 Einwohner (Stand 14. Oktober 2010) zählende Stadt in Russland in der östlichen Oblast Moskau. Sie liegt etwa 90 km südöstlich von Moskau im Rajon Orechowo-Sujewo. Nächstgelegene Städte sind in 19 km Entfernung Likino-Duljowo und in 27 km Dresna.

## Geschichte

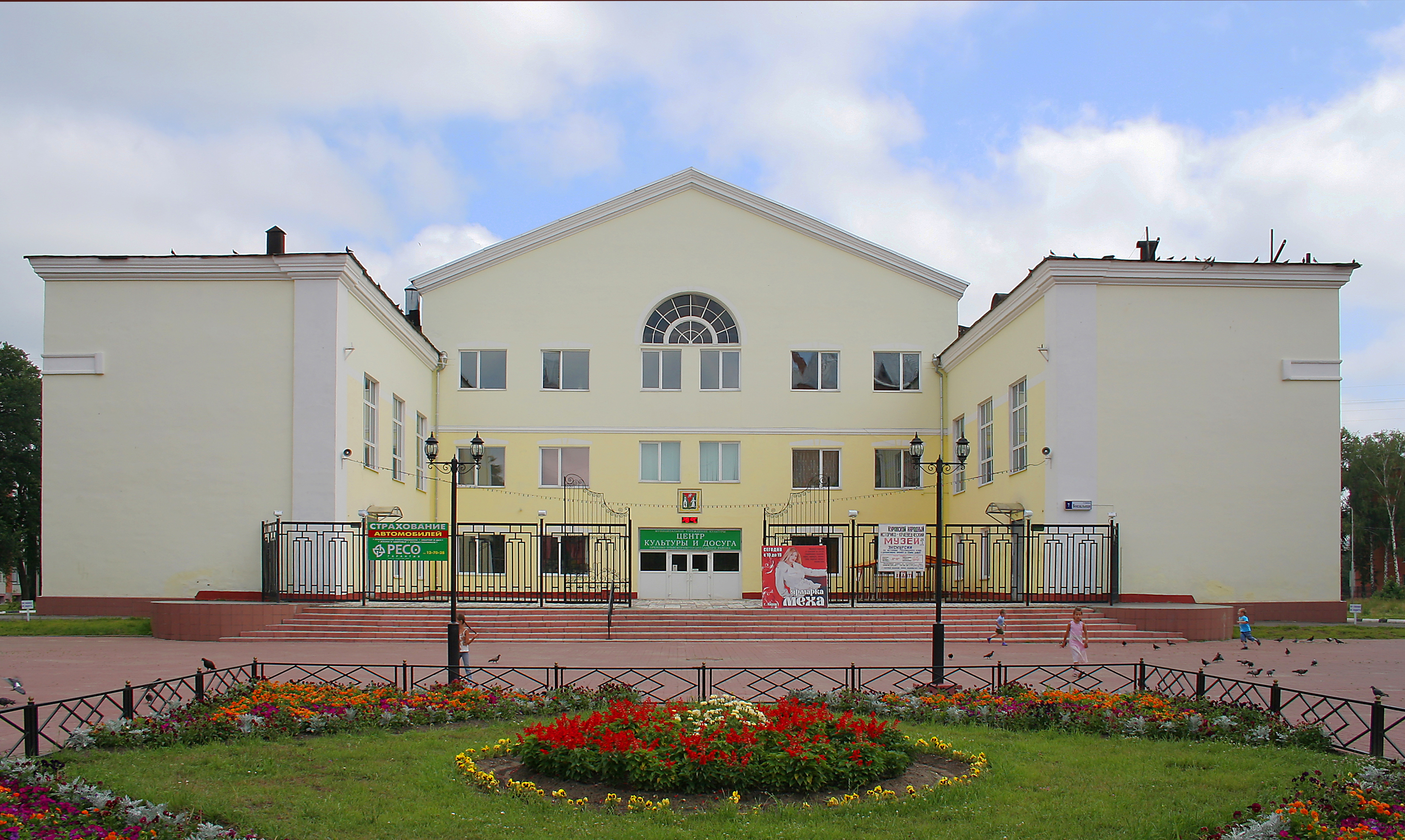
Kulturhaus in Kurowskoje

Erstmals als Dorf erwähnt wurde Kurowskoje (damals: Kurowskaja) im Jahr 1646. Die heutige Stadt entstand aus Kurowskaja und mehreren anderen Dörfern, darunter Spasskaja, das seit den 1860er-Jahren durch ein dort gegründetes und teilweise bis heute erhaltenes Kloster bekannt wurde.
In Kurowskaja setzte ein wirtschaftlicher Aufschwung seit den 1830er-Jahren ein, nachdem dort erstmals eine Textilmanufaktur gegründet wurde. In der zweiten Jahrhunderthälfte handelte es sich dabei bereits um eine große Textilfabrik mit über 600 Arbeitern. Rund um den Betrieb formte sich allmählich eine Siedlung, deren Bedeutung mit der Verlegung der Eisenbahnstrecke Ljuberzy–Arsamas im Jahre 1912 stieg.
Die Fabrik wurde im August 1918 von der neuen bolschewistischen Staatsmacht nationalisiert und brannte 1923 komplett ab. Ab 1929 wurde sie wiedererrichtet, gleichzeitig entstand in der Nähe eine Arbeitersiedlung fürs Fabrikpersonal. 1952 erhielt die Siedlung Stadtrechte.

## Einwohnerentwicklung
| Jahr | Einwohner |
| ---- | --------- |
| 1939 | 11.422    |
| 1959 | 16.350    |
| 1970 | 17.476    |
| 1979 | 19.329    |
| 1989 | 21.139    |
| 2002 | 19.507    |
| 2010 | 21.819    |

Anmerkung: Volkszählungsdaten

## Wirtschaft und Infrastruktur
Den Rückgrat der lokalen Wirtschaft bildet der bis heute existente Textilbetrieb sowie mehrere kleinere Nahrungsmittelfabriken.
Die wichtigste Straßenverbindung der Stadt stellt der Schnellstraßenring A108 dar. Eisenbahnverbindungen bestehen sowohl über die Hauptstrecke Ljuberzy–Arsamas (dort verkehren Vorortzüge unter anderem zum Kasaner Bahnhof in Moskau) als auch über den Großen Moskauer Eisenbahnring, über die Städte wie Orechowo-Sujewo oder Woskressensk erreichbar sind.